# اوبروتهنباخ
اوبروتهنباخ (به آلمانی: Oberrothenbach) یک منطقهٔ مسکونی در آلمان است که در تسویکاو واقع شده‌است. اوبروتهنباخ ۶۳۹ نفر جمعیت دارد.